# Adultério por Amor
Adultério por Amor é um filme brasileiro de 1979, escrito e dirigido por Geraldo Vietri e estrelado por Selma Egrei, Luiz Carlos de Moraes e Paulo Figueiredo.
Longa-metragem da fase pornochanchada, foi rodado entre 1977 e 1978 e lançado no Cine Olido em 24 de janeiro de 1979. No Rio de Janeiro, foi lançado nos cines Vitória e Rian em 14 de maio de 1979. Mesmo lançado em janeiro de 1979, algumas publicações apontado como sendo 1978 o ano de produção, isso em virtude do registro do filme junto as entidades federais.

## Elenco
- Selma Egrei ... Natália[2]
- Luiz Carlos de Moraes ... Guido
- Paulo Figueiredo ... Jorge
- Jussara Freire ... Flora
- Ewerton de Castro ... Gustavo
- Cassiano Ricardo ... Marinho
- Sabrina Esteves ... Tânia
- Paulo Cesar Figueiredo ... Luís